# Ron Thal
Ron „Bumblefoot” Thal (ur. 25 września 1969 w Nowym Jorku (Brooklyn) – amerykański muzyk, gitarzysta. W latach 2006–2015 występował w zespole muzyki rockowej Guns N’ Roses. Od 2011 roku współtworzy formację Art of Anarchy. Muzyk prowadzi także solową działalność artystyczną.

## Instrumentarium
- Vigier Excalibur Ron „Bumblefoot” Thal Signature Electric Guitar[5]
- Vigier DoubleBfoot Ron „Bumblefoot” Thal Signature Electric Guitar[6]

## Dyskografia
| Albumy solowe - Ron Thal – The Adventures Of Bumblefoot (And Other Tales Of Woe...) (1995) - Ron Thal – Hermit (1997) - Bumblefoot – Hands (1998) - Bumblefoot – Uncool (2000) - Bumblefoot – 9.11 (2001) - Bumblefoot – Forgotten Anthology (2003) - Bumblefoot – Normal (2005) - Bumblefoot – Abnormal (2008) - Bumblefoot – Barefoot - The Acoustic Ep (2008) - Bumblefoot – Little Brother Is Watching (2015) |  | Inne - Laurent Fleury – Contrastes (2003, gościnnie) - Mistheria – Messenger of the Gods (2004, gościnnie) - Freak Kitchen – Organic (2005, gościnnie) - Guthrie Govan – Erotic Cakes (2006, gościnnie) - Jordan Rudess – The Road Home (2007, gościnnie) - Guns N’ Roses – Chinese Democracy (2008) - Swashbuckle – Back to the Noose (2009, gościnnie) - Plug-In – Hijack (2011, gościnnie) - Fredrik Pihl – Silhouettes (2011, gościnnie) - I.N.C. – Heaven Sent...Hellbound (2011, gościnnie) - Freak Guitar – The Smorgasbord (2013, gościnnie) - Yossi Sassi – Desert Butterflies (2014, gościnnie) - Destrage – Are You Kidding Me? No. (2014, gościnnie) - Next to None – A Light in the Dark (2015, gościnnie) - Carthagods – Carthagods (2015, gościnnie) - Metal Allegiance – Metal Allegiance (2015, gościnnie) |